# Primula magellanica
Primula magellanica là một loài thực vật có hoa trong họ Anh thảo. Loài này được Lehm. miêu tả khoa học đầu tiên năm 1817.

## Hình ảnh

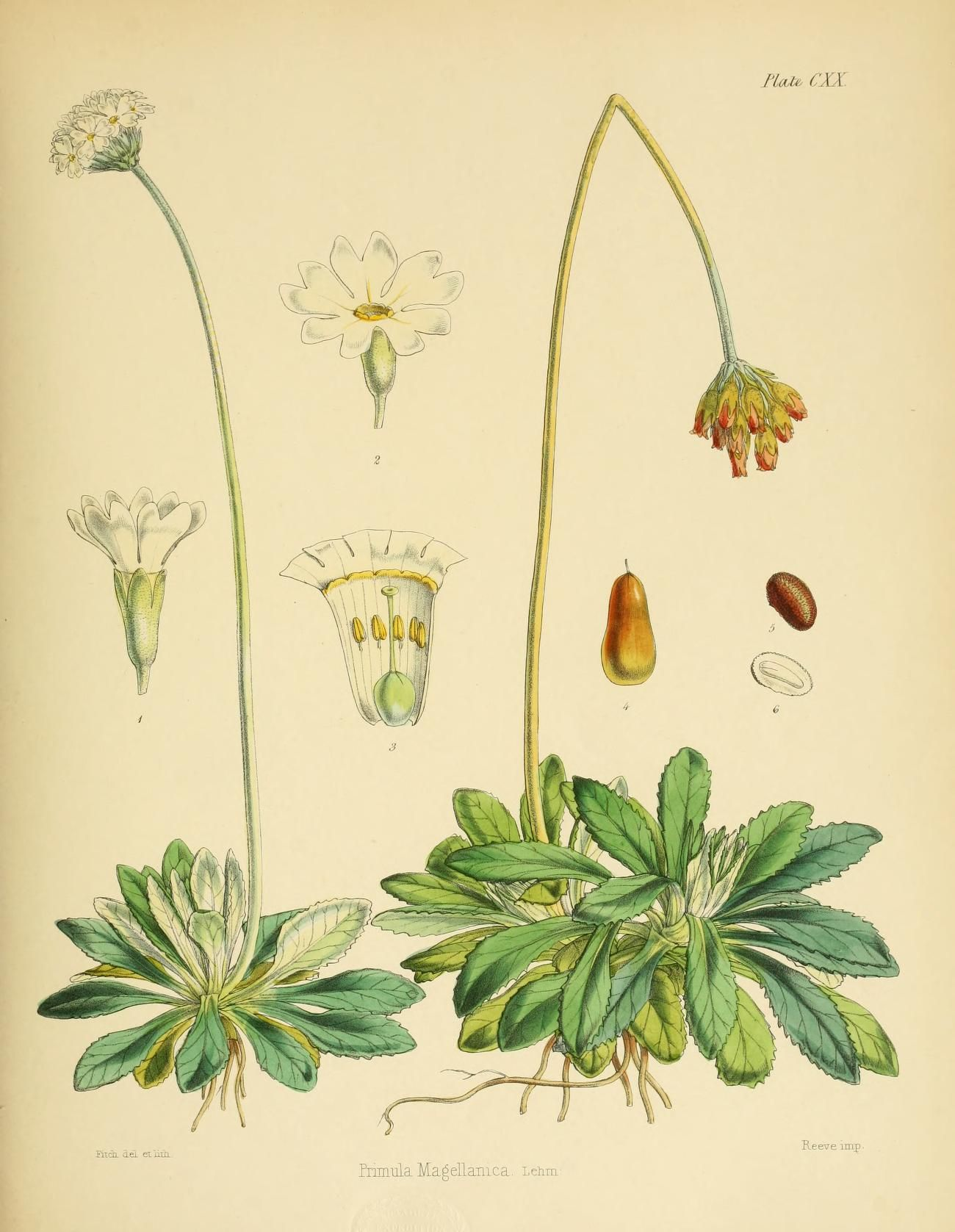